# Polski Wielometryczny Wskaźnik Stanu Ekologicznego Rzek
Polski Wielometryczny Wskaźnik Stanu Ekologicznego Rzek (MMI, MMI_PL) – wskaźnik stosowany w Polsce do monitorowania jakości wód rzecznych w ramach Państwowego Monitoringu Środowiska.
Wskaźnik MMI został opracowany na potrzeby oceny jakości wód na podstawie stanu makrozoobentosu zgodnie z wymaganiami Ramowej Dyrektywy Wodnej. Jest średnią ważoną kilku innych wskaźników biotycznych, które są zaadaptowanymi do polskich warunków wskaźnikami stosowanymi w biomonitoringu hydrobiologicznym. Dane do obliczenia wskaźnika uzyskuje się pobierając próbę zoobentosu ze strefy przydennej cieku i licząc osobniki należące do poszczególnych rodzin (ewentualnie innych jednostek taksonomicznych).
Struktura wskaźnika MMI:
MMI= 0,334 ASPT + 0,266 Log10(Sel_EPTD + 1) + 0,067 (1 – GOLD) + 0,167 S + 0,083 EPT + 0,083 H'
Wskaźniki kluczowe wchodzące w skład MMI to:
- Uśredniony Wskaźnik Jakości Wód (ASPT-PL) – iloraz wskaźnika BMWP-PL, czyli sumy punktów przypisanych rodzinom bezkręgowców bentosowych i liczby punktowanych rodzin
- Wskaźnik Log10(Sel_EPTD +1) – logarytm dziesiętny sumy osobników z następujących rodzin jętek (Ephemeroptera), widelnic (Plecoptera),  chruścików (Trichoptera) i muchówek (Diptera): Heptageniidae, Ephemeridae, Leptophlebiidae, Brachycentridae, Goeridae, Polycentropodidae, Limnephilidae, Odontoceridae, Dolichopodidae, Stratiomyidae, Dixidae, Empididae, Athericidae, Nemouridae powiększonej o 1
- Wskaźnik 1–GOLD – różnica 1 i frekwencji ślimaków (Gastropoda), skąposzczetów (Oligochaeta) i muchówek (Diptera)
- Liczba stwierdzonych taksonów (rodzin) (S)
- Wskaźnik EPT – liczba rodzin jętek (E), widelnic (P) i chruścików (T)
- Wskaźnik Shannona-Wienera (H') – wskaźnik różnorodności biologicznej

W celu odrzucenia wartości skrajnych, do obliczenia MMI używa się normalizacji, przez co znormalizowany wskaźnik (określany jako ICMi) może osiągać wartości od nieco poniżej 0 do nieco powyżej 1. Gdy ICMi jest niższe od 0, odpowiada mu MMI=0, gdy wyższe od 1, MMI=1. Dla ICMi w zakresie <0;1> MMI=ICMi.
Ponieważ w ciekach różnych typów zespoły fauny wskazującej na stan zdegradowany lub bliski naturalnemu są różne, wyodrębniono kilka typów cieków, dla których zdefiniowano wartości graniczne klas jakości wód. Wartości dla nizinnych potoków i małych rzek o dnie piaszczystym (typ 17 w polskiej typologii wód powierzchniowych, typ R-C1 w typologii europejskiego ćwiczenia interkalibracyjnego) zostały poddane procesowi interkalibracji w ramach systemu oceny jakości wód obowiązującego w Unii Europejskiej. Wartości graniczne klas jakości wód dla wskaźnika MMI przedstawia poniższa tabela:
| Klasa | Potoki górskie tatrzańskie | Potoki górskie sudeckie i rzeki wyżynne krzemianowe zachodnie | Rzeki wyżynne węglanowe i krzemianowe wschodnie | Małe rzeki nizinne | Rzeki nizinne oraz rzeki przyujściowe | Rzeki nizinne o podłożu organicznym i rzeki nizinne łączące jeziora |
| ----- | -------------------------- | ------------------------------------------------------------- | ----------------------------------------------- | ------------------ | ------------------------------------- | ------------------------------------------------------------------- |
| I     | ≥0,674                     | ≥0,86                                                         | ≥0,891                                          | ≥0,908             | ≥0,903                                | ≥0,893                                                              |
| II    | ≥0,614                     | ≥0,667                                                        | ≥0,698                                          | ≥0,716             | ≥0,717                                | ≥0,687                                                              |
| III   | ≥0,409                     | ≥0,445                                                        | ≥0,465                                          | ≥0,477             | ≥0,478                                | ≥0,458                                                              |
| IV    | ≥0,205                     | ≥0,222                                                        | ≥0,233                                          | ≥0,239             | ≥0,239                                | ≥0,229                                                              |
| V     | <0,205                     | <0,222                                                        | <0,233                                          | <0,239             | <0,239                                | <0,229                                                              |